# Język masajski
Język masajski – język nilo-saharyjski ze wschodniej gałęzi grupy nilotyckiej języków wschodniosudańskich, używany przez około 900 tys. Masajów w Kenii i Tanzanii. Wraz z kilkoma innymi blisko spokrewnionymi językami regionu – samburu, chamus i ngasa – wchodzi w skład języków maa. Języki te są bez większych trudności wzajemnie zrozumiałe i niektórzy językoznawcy uznają je za dialekty jednego wspólnego języka. 
Językami maa posługuje się dziś w sumie około 1 mln ludzi. Stopniowo przybierają na znaczeniu, w miarę postępującej asymilacji zamieszkujących Kenię i Tanzanię ludów mówiących drobnymi językami kuszyckimi. 